# 魏瑪車站
魏瑪車站（德語：Bahnhof Weimar）是德國圖林根州魏瑪的主要鐵路車站，位於圖林根鐵路上。它是美因河畔法蘭克福和德累斯頓之間的城市間特快站點。魏瑪車站被德國鐵路公司列為三等車站。車站位於魏瑪市中心以北約一公里處，位於卡爾-奧古斯特-阿利（Carl-August-Allee）街的盡頭。